# Волгин, Вячеслав Петрович
Вячесла́в Петро́вич Во́лгин (2 [14] июня 1879, д. Борщёвка, Курская губерния, Российская империя — 3 июля 1962, Москва, РСФСР, СССР) — советский историк, общественный деятель. Специалист по истории социалистических и коммунистических идей домарксова периода. Действительный член (1930), и вице-президент АН СССР (1942—1953).
Депутат Верховного Совета РСФСР (1947—1951). Главный редактор Французского ежегодника (1958—1962).
Лауреат Ленинской премии (1961).

## Биография

Могила В. П. Волгина на Новодевичьем кладбище Москвы.

Согласно сохранившейся копии свидетельства о рождении, Вячеслав Волгин появился на свет 11 июня по старому стилю (крещён 13 числа по старому стилю) в деревне Борщёвка Рыльского уезда Курской губернии. Мать Екатерина Николаевна умерла через три недели после появления Вячеслава на свет от родильной горячки, и его воспитывала бабушка Мария Николаевна у себя в помещичьей усадьбе. Отец, Пётр Николаевич, дворянин. Принимал участие в «хождении в народ» в Екатеринославской губернии, за что был арестован и содержался в Доме предварительного заключения. Состоял в обществе «Земля и воля» и проходил по «Большому процессу» 1877—1878 годов. После прекращения дела П. Н. Волгин лишился права проживания в столицах империи и находился под гласным надзором полиции. Под влиянием отца Вячеслав Волгин начал с ранних лет интересоваться революционными движениями.
В. П. Волгин учился два года в Немировской гимназии, затем шесть лет — во 2-й Кишинёвской, которую окончил в 1897 г. с золотой медалью.
В 1897 году поступил на естественное отделение физико-математического факультета Московского университета. 30 апреля 1899 года был отчислен из-за увлечения прогрессивными идеями и саботирования занятий, в том числе отказы отвечать на экзаменах. Позднее, Волгин вновь подал документы, но на историко-филологическое отделение. В 1901 году был выслан в Тулу под надзором полиции. В 1902 году, после возвращения в Москву, был повторно арестован и выслан в Восточную Сибирь. В 1908 году Вячеслав Николаевич окончил Московский университет. Дипломную работу выполнял под руководством Р. Ю. Виппера. По окончании учёбы был оставлен при университете.
В 1901 вступил в РСДРП, до 1914 года меньшевик.В годы Первой мировой войны Волгин сотрудничал с изданием «Летописи» Максима Горького. В 1917-м редактировал газету «Известия Московского Совета рабочих депутатов». В 1918—1919 годах — журнал «Рабочий мир».
С 1914 года преподавал в университете им. Шанявского, проводил семинары по английской революции и читал лекции по истории социализма. В 1917 году становится профессором Московского университета на кафедре истории социализма. Через два года его перевели на должность председателя правления МГУ (с сентября того же года — ректорская должность). Во время его руководства были созданы научно-исследовательские институты «Ассоциация словесно-гуманитарных научных институтов при факультете общественных наук» (1921) и «Ассоциация научно-исследовательских институтов при физико-математическом факультете» (1922). Участвовал в реорганизации высшего образования на всех уровнях: от обсуждения проектов в различных органах Наркомпроса до реализации постановлений через Правление университета. Он участвовал в разработке (а впоследствии и в применении на практике) документа для вузов — устава высшей школы. Работал в условиях тяжёлого финансово-хозяйственного положение университета.
С 1920 года член РКП (б)/ВКП (б)/КПСС. В 1919—1929 годах — член Государственного учёного совета, заместитель председателя Главного комитета профессионально-технического образования Наркомпроса РСФСР (1921—1922).
В 1925—1930 годах — декан этнологического факультета МГУ. 1 февраля 1930 года избран академиком АН СССР по Отделению гуманитарных наук (история).
С 3 марта 1930 по 20 ноября 1935 года — непременный секретарь, c 8 мая 1942 по 26 октября 1953 года — вице-президент АН СССР.
В 1958 по инициативе Вячеслава Волгина. М. Н. Тихомирова и М. В. Нечкиной был создан Научный совет «История исторической науки» при Отделении исторических наук АН СССР.
Honoris causa в области истории от Университета Дели (1947).
Похоронен в Москве на Новодевичьем кладбище.

## Семья
Жена — Евгения Васильевна Волгина (урождённая Романова, 1890—1992). Сын Юрий (1911—1941) ушёл на фронт рядовым и пропал без вести под Наро-Фоминском в октябре 1941 года.
Племянник — писатель Виктор Ефимович Ардов.

## Награды
- Ленинская премия (1961)[14].
- три ордена Ленина (10.06.1945; 27.03.1954; 13.06.1959)
- орден Трудового Красного Знамени (25.06.1949)
- медали

## Избранные труды
- Волгин В. П. Развитие общественной мысли во Франции в XVIII веке. — М.: АН СССР. 1958.
- Волгин В. П. Французский утопический коммунизм. — М.: АН СССР, 1960.
- Волгин В. П. Очерки истории социалистических идей с древности до конца XVIII века. — М.: АН СССР, 1975.
- Волгин В. П. Социальные и политические идеи во Франции перед революцией. — М.: АН СССР, 1940.
- Волгин В. П. Сен-Симон и сенсимонизм. — М.: АН СССР, 1961.
- Волгин В. П. Революционный коммунист XVIII в. Жан Мелье и его «Завещание». — 1918.
- Волгин В. П. Очерки истории социалистических идей первой половина XIX в.